# Приишимский район
Прииши́мский райо́н — административная единица на севере Казахской ССР в составе Карагандинской и Северо-Казахстанской областей, существовавшая в 1935—1963 годах.

## История
Приишимский район был образован в составе Карагандинской области (с центром в городе Петропавловск) Казахской АССР согласно Постановлению Президиума ВЦИК СССР от 31 января 1935 года. Центром района стало село Боголюбово.
29 июля 1936 года согласно Постановлению Президиума ВЦИК СССР Приишимский район вошёл в состав новообразованной Северо-Казахстанской области Казахской АССР (с 5 декабря 1936 года — Казахской ССР).
14 сентября 1957 года к Приишимскому району была присоединена часть территории упразднённого Петропавловского района.
2 января 1963 года Указом Президиума Верховного Совета Казахской ССР Приишимский район упразднён. Его Амангельдинский, Заречный, Ново-Никольский сельсоветы переданы в Ленинский район; Боголюбовский, Кзыл-Аскерский, Ново-Михайловский — в Мамлютский район; Бишкульский сельсовет — в Советский район Северо-Казахстанской области.

## Население
По данным переписи 1939 года, в Приишимском районе проживало 22 413 человек, в том числе русские — 64,5 %, казахи — 18,7 %, украинцы — 9,3 %, немцы — 3,8 %. По данным переписи 1959 года в районе проживало 26 248 человек.